# Нечуйвітер яблуницький
Нечуйвітер яблуницький, нечуйвітер яблоницький (Hieracium jablonicense) — вид рослин з родини айстрових (Asteraceae), поширений у Європі від Словенії до України.

## Опис
Багаторічна рослина висотою 35–60 см. Прикореневих листків 2–3, стеблових — 2–3(6). Листочки обгорток з одиничними волосками або значно залозисті. Суцвіття волотисте.

## Поширення
Поширений у Європі від Словенії до України.
В Україні вид зростає в гірських лісах — у Карпатах.